# Renan Costa
Renan Meneses Santiago da Costa (* 19. Dezember 1995), auch einfach nur Renan Costa genannt, ist ein brasilianischer Fußballspieler.

## Karriere
Renan Costa erlernte das Fußballspielen in der Jugendmannschaft des EC Bahia im brasilianischen Salvador. Von 2016 bis Mitte 2022 spielte er für die brasilianischen unterklassigen Vereine Jabaquara AC, Galícia EC, Clube Náutico Marcílio Dias, Sociedade Boca Júnior FC, Central SC, Sete de Setembro EC und Doce Mel EC. Im August 2022 zog es ihn nach Asien. Hier unterschrieb er in Thailand einen Vertrag beim Zweitligisten Samut Prakan City FC. Sein Zweitligadebüt für den Verein aus Samut Prakan gab er am 14. August 2022 (1. Spieltag) im Heimspiel gegen den Nakhon Pathom United FC. Hier stand er in der Startelf und spielte die kompletten 90 Minuten. Nakhon Pathom gewann das Spiel 1:0. Für Samut Prakan bestritt er in der Hinrunde sechs Zweitligaspiele. Im Dezember 2022 wurde sein Vertrag nicht verlängert.